# Daucus carota
La carota (Daucus carota L., 1753) è una pianta erbacea dal fusto di colore verde e le radici di colore variabile dal bianco al nero, appartenente alla famiglia delle Apiacee; è anche uno dei più comuni ortaggi, e il suo nome deriva dal latino tardo carōta, a sua volta dal greco antico καρωτόν?, karōton. La carota spontanea (Daucus carota ssp. carota) è diffusa in Europa, in Asia e nel Nord Africa. Allo stato spontaneo è considerata pianta pioniera e infestante delle colture e si trova facilmente in posti assolati ed in zone calde e sassose.
Domesticata 5000 anni fa in Afghanistan con colori viola o gialli, oggi ne esistono molte e diverse cultivar che sono coltivate (Daucus carota ssp. sativa) in tutte le aree temperate del globo, le carote di colore arancione sono apparse nel XVII secolo in centro Europa.

## Storia
Originariamente, le carote venivano coltivate per le loro foglie e i loro semi aromatici, non per le loro radici. Semi di carota sono stati trovati in Svizzera e nella Germania meridionale e risalgono al 2000-3000 a.C. Alcune piante strette parenti della carota vengono ancora coltivate per le loro foglie e semi, come il prezzemolo, il coriandolo, il finocchio, l'anice, l'aneto e il cumino. La prima menzione della radice nelle fonti classiche risale al I secolo d.C.; i Romani mangiavano una radice vegetale chiamata pastinaca, che potrebbe essere stata sia la carota che la pastinaca, strettamente correlata.
La pianta è raffigurata e descritta nel Dioscoride di Vienna bizantino, una copia costantinopolitana del VI secolo d.C. della farmacopea di erbe e medicinali del medico greco Dioscoride del I secolo, De Materia Medica. Nel testo si legge che "la radice può essere cucinata e mangiata". Un'altra copia di quest'opera, il Codex Neopolitanus della fine del VI o dell'inizio del VII secolo, ha sostanzialmente le stesse illustrazioni ma con le radici viola.
La pianta fu introdotta in Spagna dai Mori nell'VIII secolo. Nel X secolo, le radici provenienti dall'Asia occidentale, dall'India e dall'Europa erano viola. La carota moderna ha avuto origine in Afghanistan più o meno in questo periodo. Lo studioso ebreo dell'XI secolo Simeon Seth descrive sia le carote rosse che quelle gialle, così come fa l'agricoltore arabo-andaluso del XII secolo, Ibn al-Awwam. Le carote coltivate apparvero in Cina nel XII secolo, e in Giappone nel XVI o XVII secolo.
La carota arancione fu creata dai coltivatori olandesi. Ci sono prove pittoriche che la carota arancione esistesse almeno nel 512, ma è probabile che non fosse una varietà stabile fino a quando gli olandesi non ibridarono la cultivar chiamata "Long Orange" all'inizio del XVIII secolo. Alcuni sostengono che gli olandesi crearono le carote arancioni per onorare la bandiera olandese dell'epoca e Guglielmo d'Orange, ma altre autorità sostengono che queste affermazioni mancano di prove convincenti ed è possibile che la carota arancione fosse preferita dagli europei perché non imbrunisce le zuppe e gli stufati come fa la carota viola e, come tale, era più attraente visivamente.

## Descrizione

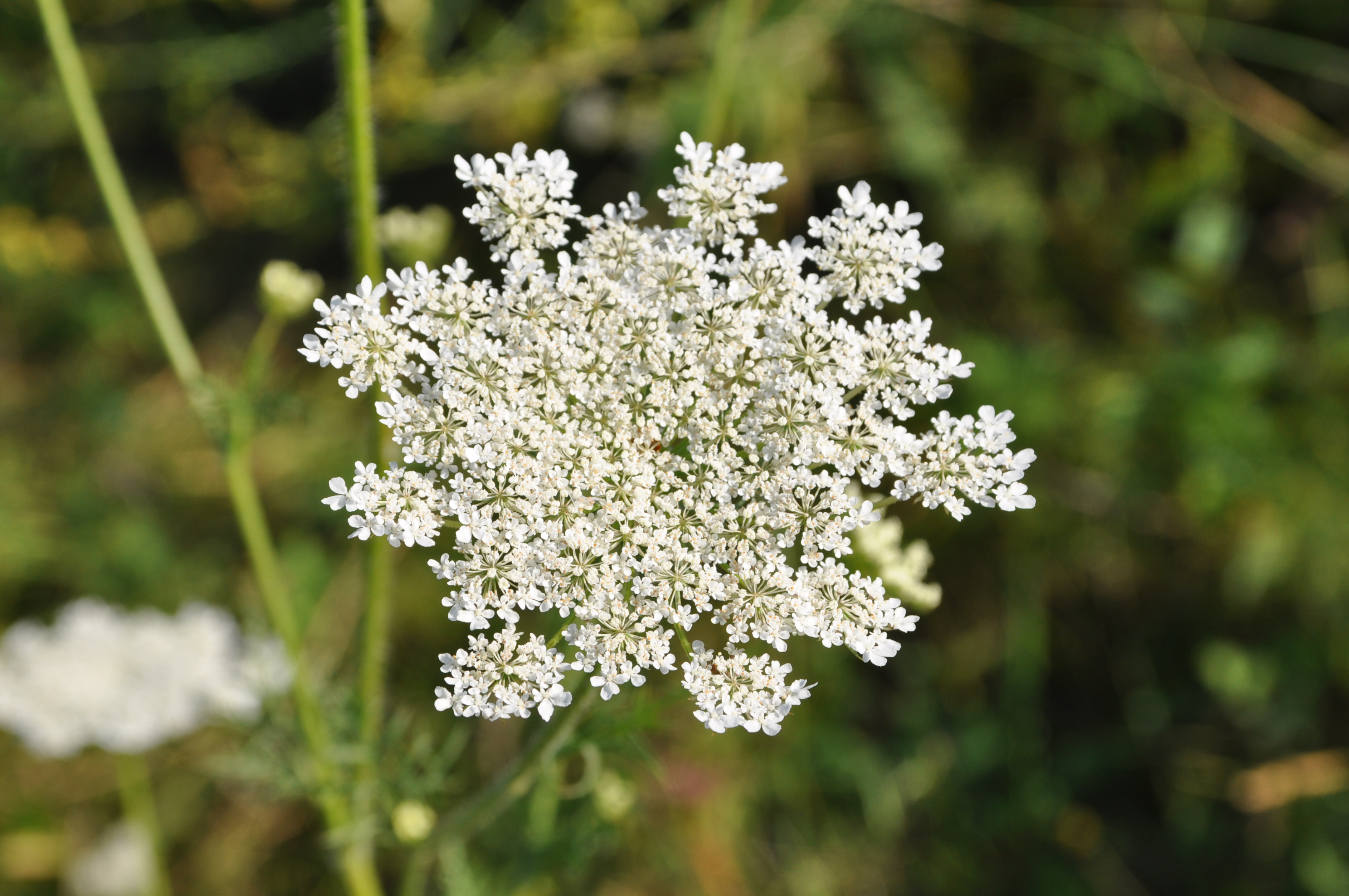
Fiore di carota

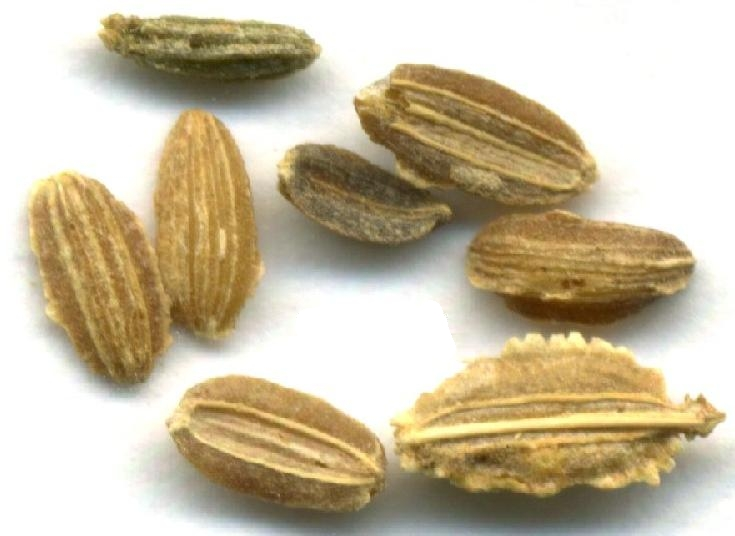
Semi di carota

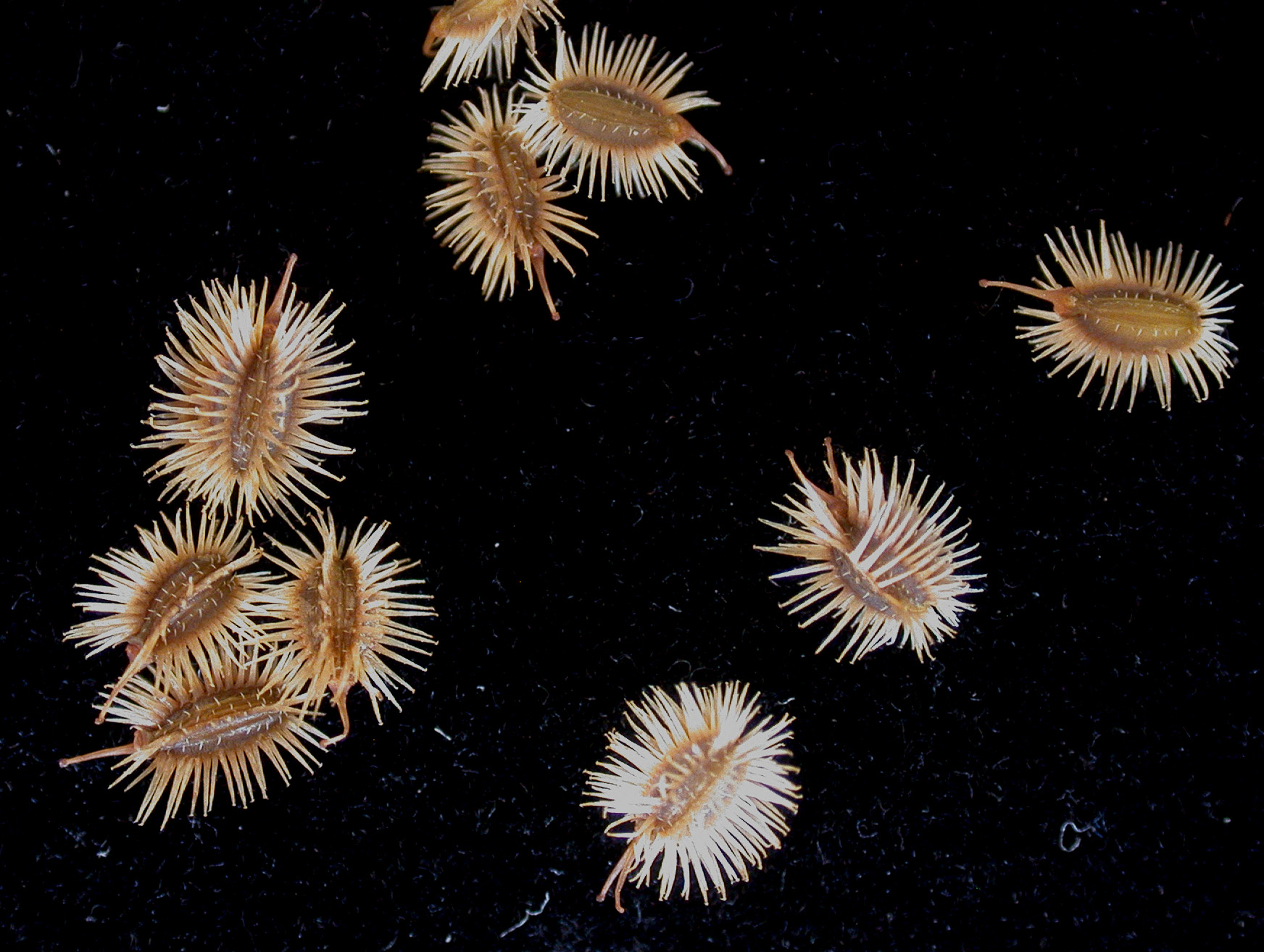
Frutti di carota

È una specie erbacea biennale, alta fino a 100 cm, che nel secondo anno sviluppa un fusto eretto e ramificato con foglie verdi profondamente divise e villose. Ha grandi ombrelle di forma globulare composte da ombrellette. Queste sono a loro volta formate da fiori piccoli bianchi a cinque petali; il fiore centrale è rosso scuro, un carattere selezionato dalla pianta per indirizzare gli insetti impollinatori ad esso, in modo da poter portare il polline in altri fiori. L'infiorescenza presenta grandi brattee giallastre simili alle foglie. Sono fiori visitati dalle api per il polline ed il nettare.
Nei fiori sono presenti delle piccole ghiandole profumate che attirano gli insetti. Le infiorescenze dopo la fecondazione dei fiori si chiudono a nido d'uccello. Fiorisce in primavera da maggio fino a dicembre inoltrato. I frutti sono dei diacheni irti di aculei che aiutano la disseminazione da parte degli animali. La radice è lunga a fittone di colore giallastro, a forma cilindrica, lunga 18–20 cm con diametro intorno ai 2 cm. Nel gergo comune si è soliti riferirsi alla carota come alla parte edibile, di colore arancione/viola/bianco, che è il fittone.

## Distribuzione e habitat
Originaria delle regioni temperate dell'Europa e dell'Asia sud-occidentale, la pianta è stata diffusa in Nord America e Australia. La pianta si trova comunemente lungo i bordi delle strade e nei campi inutilizzati. Prospera meglio al sole o in ombra parziale.

## Coltivazione
Le carote vengono coltivate dai semi e possono impiegare fino a quattro mesi (120 giorni) per maturare, ma la maggior parte delle cultivar matura entro 70-80 giorni nelle giuste condizioni. Crescono meglio in pieno sole ma tollerano anche un po' d'ombra. La temperatura ottimale è da 16 a 21 °C. Il terreno ideale è profondo, sciolto e ben drenato, sabbioso o limoso, con un pH compreso tra 6,3 e 6,8.
Il fertilizzante deve essere applicato in base al tipo di terreno, poiché la coltura richiede bassi livelli di azoto, moderati livelli di fosfato e alti livelli di potassio. Si dovrebbero evitare terreni ricchi o rocciosi, poiché questi possono causare la formazione di peli sulle radici e/o la loro deformazione. L'irrigazione viene effettuata quando necessario per mantenere il terreno umido. Dopo la germinazione, la coltura viene infine diradata a una spaziatura di 8 to 10 cm e diserbato per evitare la competizione sotterranea.

## Avversità
Le più importanti avversità che colpiscono la carota sono la mosca della carota (Psila rosae), la piralide defogliatrice (Udea ferrugalis) i funghi Sclerotinia sclerotiorum e Rhizoctonia solani, e gli afidi neri della fava (Aphidoidea fabae).

## Produzione
| Pos. | Nazione     | Quantità (in tonnellate) |
| ---- | ----------- | ------------------------ |
| 1    | Cina        | 17 904 421               |
| 2    | Uzbekistan  | 2 185 113                |
| 3    | Stati Uniti | 1 497 670                |
| 4    | Russia      | 1 408 348                |
| 5    | Ucraina     | 841 840                  |
| 6    | Regno Unito | 824 731                  |
| 7    | Polonia     | 726 370                  |
| 8    | Turchia     | 644 367                  |
| 9    | Indonesia   | 636 873                  |
| 10   | Germania    | 625 357                  |
| ...  |             |                          |
|      | Mondo       | 39 996 289               |

## Usi

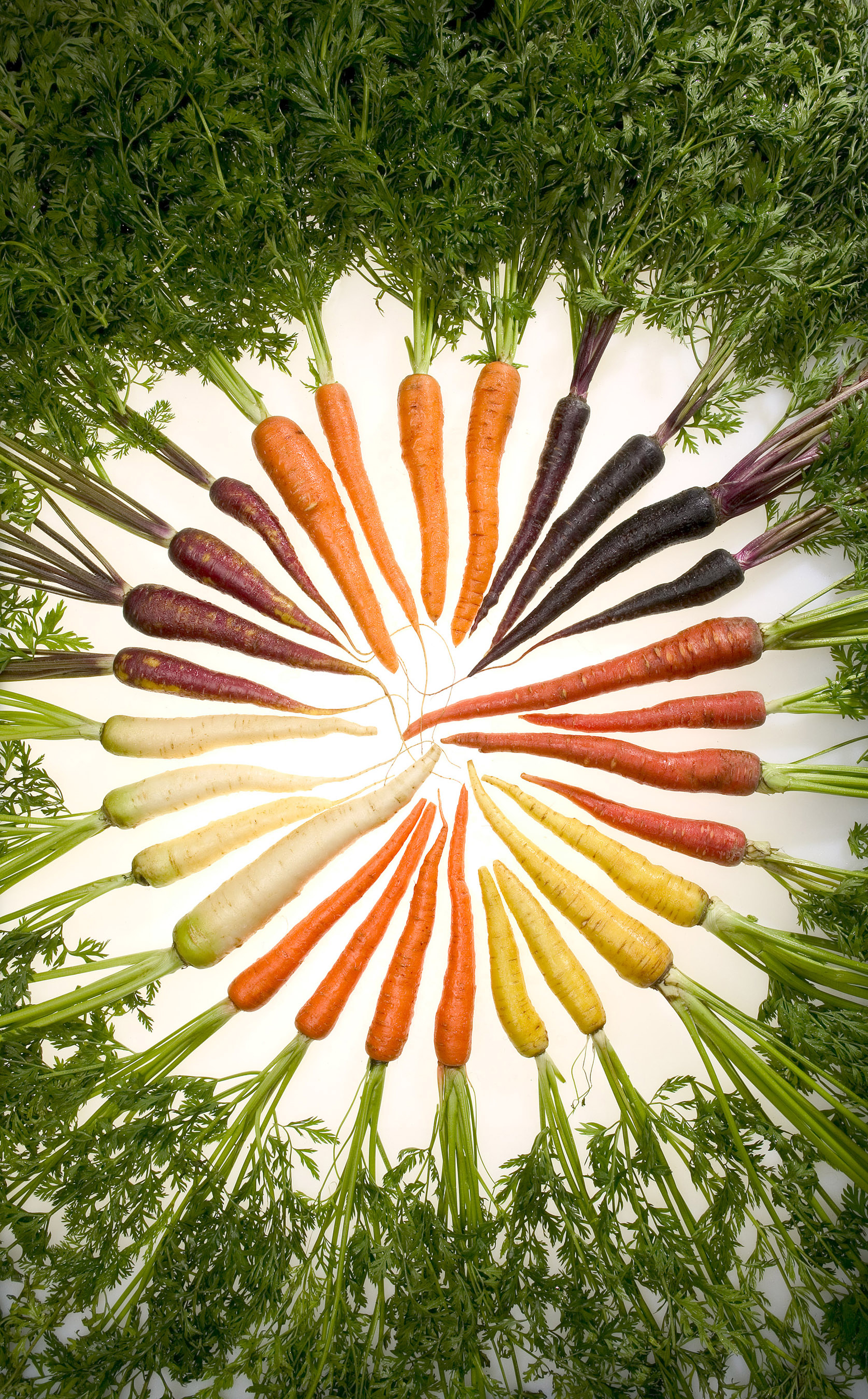
La carota viene coltivata in varie forme e colori

Le carote crude sono composte per l'88% da acqua, per il 9% da carboidrati, per l'1% da proteine e contengono una quantità trascurabile di grassi. In una quantità di riferimento di 100 g, le carote crude forniscono 41 calorie e hanno un ricco contenuto di vitamina A e una quantità moderata di vitamina K e potassio, ma per il resto hanno un basso contenuto di micronutrienti.
La parte edibile della carota – che si coltiva due volte l'anno – è la radice (sviluppata a cono rovesciato): le carote precoci vengono raccolte dopo circa quattro mesi mentre le tardive ne richiedono circa sei. In base al tempo di coltivazione la loro lunghezza può variare da un minimo di 3 cm a un massimo di 20 cm.
L'uso in cucina della carota è svariato; può essere utilizzata per preparare puree, succhi, 
minestre, dolci ecc., ma anche cruda in insalata. Ad una temperatura di 0 °C ed un'umidità percentuale tra 90-95 si può conservare per diversi mesi mantenendo inalterate tutte le sue proprietà organolettiche. Se cotta al vapore o consumata cruda conserva ugualmente ogni sua proprietà.
La carota è coltivata a fittone radicale di colore bianco nelle varietà da foraggio ed arancio nelle varietà da ortaggio (il colore è dovuto alla presenza di cristalli di caroteni nei cromoplasti delle cellule parenchimatiche).
Le carote possono essere mangiate in vari modi. Solo il 3% del β-carotene contenuto nelle carote crude viene rilasciato durante la digestione: questa percentuale può essere aumentata al 39% riducendole in purea, cuocendole e aggiungendo olio da cucina. In alternativa possono essere tritate e bollite, fritte o cotte al vapore, aggiunte in zuppe e stufati, nonché in alimenti per neonati e animali domestici. Un piatto molto noto è la julienne di carote. Insieme alla cipolla e al sedano, le carote sono una delle verdure principali utilizzate nel mirepoix per preparare vari brodi.
Dalla fine degli anni '80, le baby carote o mini-carote sono diventate un popolare snack pronto da mangiare disponibile in molti supermercati. Le carote vengono ridotte in purea e utilizzate come alimenti per l'infanzia, o affettate e fritte come le patate per produrre snack.
La dolcezza delle carote consente di utilizzare la verdura in alcuni ruoli simili a quelli di un frutto. Le carote grattugiate vengono utilizzate nelle torte di carote e nel pudding di carote, un piatto inglese che si ritiene abbia avuto origine all'inizio del XIX secolo. Le carote possono anche essere utilizzate da sole o mescolate con la frutta in marmellate e conserve.
La parte centrale color porpora del fiore bianco viene usata dagli artigiani della miniatura. Dai suoi semi si ricava un olio aromatico che viene usato per la produzione di liquori.
Un consumo molto elevato di carote per un lungo periodo di tempo può causare la carotenosi, una innocua colorazione giallo-arancio della pelle causata da un accumulo di carotenoidi.